# کامارهاتی
کامارهاتی
شهر کامارهاتی (به انگلیسی: Kamarhati) با جمعیت ۳۵۱٫۲۸۹ نفر در ایالت بنگال غربی در کشور هند واقع شده‌است.